# Minettia fuscescens
Minettia fuscescens är en tvåvingeart som beskrevs av Shatalkin 1998. Minettia fuscescens ingår i släktet Minettia och familjen lövflugor. Inga underarter finns listade i Catalogue of Life.